# Jamario Moon
Jamario Raman Moon (né le 13 juin 1980, à Goodwater dans l'Alabama) est un joueur américain de basket-ball. Moon mesure 2,03 mètres.

## Biographie
Moon joue au lycée College Meridian Community et marque en moyenne 20,8 points par partie jouée et prend 8,7 rebonds. Il se présente à la draft 2001 de la NBA, mais aucune équipe ne le choisit. Il va alors jouer dans différentes équipes de ligues mineures (NBDL, CBA, USBL, ABA).
Le 10 juillet 2007, il signe un contrat de 2 ans pour jouer avec les Raptors de Toronto, après avoir impressionné l'équipe durant le camp d'entraînement de trois jours qui s'est déroulé durant l'inter saison. Il fait ainsi ses débuts en NBA lors de la saison 2007-2008, évoluant avec le numéro 33.
Durant sa première partie contre les Bulls de Chicago, il marque 12 points, prend six rebonds et effectue un contre en 23 minutes. Quelques parties plus tard, Jamario Moon obtient un record d'équipe avec ses douze parties consécutives avec au moins un contre par partie. Deux mois plus tard, il est invité à participer au « Slam dunk contest » durant la fin de semaine « All-Star » disputé à La Nouvelle-Orléans. Il joue également dans la All-Rookie team lors de ce All-Star Game. À la fin de la saison, il est nommé dans la deuxième équipe-type des rookies.
Le 13 février 2009, il est envoyé avec Jermaine O'Neal au Heat de Miami contre Shawn Marion et Marcus Banks.
Le 19 juillet 2009, il signe aux Cavaliers de Cleveland et, après Dwyane Wade, retrouve une autre superstar de la ligue dans son équipe, LeBron James.
Le 23 février 2011, il est envoyé aux Clippers de Los Angeles dans l'échange contre Baron Davis, en compagnie de son coéquipier Maurice Williams.
En janvier 2014, il signe avec l'Olympiakós, double champion d'Europe en titre, jusqu'à la fin de la saison.